# Josua Stegmann
Josua Stegmann född 14 september 1588 i Meiningen och död 3 augusti 1632 i Rinteln där han verkade som teologie professor från 1621. Han tjänstgjorde som  Superintendent i Grafschaft Schaumburg och lärare vid Gymnasium Stadthagen. Författade apologetiska verk och uppbyggelseskrifter samt psalmtexter. Som psalmförfattare representerad i Das Evangelische Gesangbuch med Ach bleib mit deiner Gnade bei uns, Herr Jesu Christ (nummer 347) samt i danska Psalmebog for Kirke og Hjem.